# Magyarországi kínaiak
A magyarországi kínaiak (kínaiul: 匈牙利华侨华人, hsziungjali huacsiao huazsen (xiōngyálì huáqiáo huárén)) az ország legnépesebb nem honos nemzetiségét alkotják. A 2022-es népszámlálás adatai szerint 18 154 kínai állampolgárságú személy élt Magyarországon. Tényleges létszámukat a becslések többnyire magasabbra teszik, mint a hivatalos források. Az országban élő kínaiak jellemzően csak kínai állampolgársággal rendelkeznek, magyarral nem.
A magyarországi kínai közösség nem homogén csoport. Elsőként a 20. század elején fordultak meg kínai árusok Budapesten, majd a Kádár-korszak kapcsolatépítésének jegyében érkeztek diákok és vendégmunkások. A rendszerváltás után egy joghézagot kihasználva kínai kereskedők tízezrei érkeztek az országba, vállalkozást alapítva itt. Az ő csoportjukat a szakirodalom hszin jimin (xin yimin)nek (新移民), vagyis új migránsoknak nevezi. Ők, illetve gyermekeik alkotják jelenleg a kínai közösség magját. 2013 és 2017 között a magyar kormány letelepedési kötvény programjának köszönhetően jómódú bevándorlók egy új csoportja érkezett az országba. A két fő csoporton kívül még a külföldi tanulmányaikat végző egyetemisták és a vendégmunkások között vannak nagy számban kínaiak.
Legtöbben Budapesten élnek, 2022-ben 14 953 fő volt a lélekszámuk a fővárosban (a teljes népességük 82%-a), de emellett az ország valamennyi nagyobb településén megtalálhatóak. A kínaiak mellett a magyarországi vietnámiak alkotják az ország másik nagy távol-keleti bevándorló közösségét.

## Korai bevándorlók

### Legkorábbi jelenlét

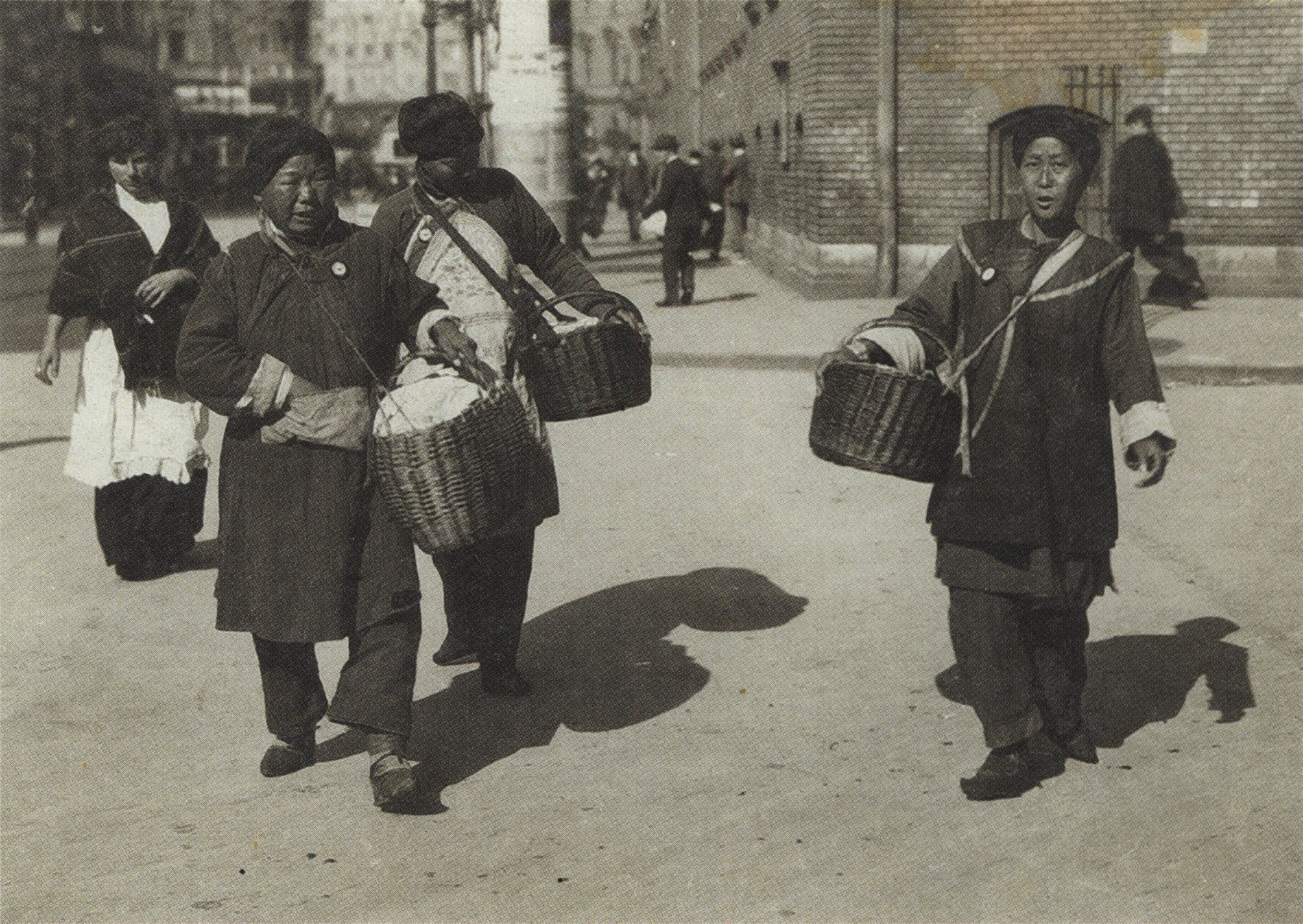
Kínai árusok 1913-ban a Józsefvárosban

Kínai bevándorlók kis számban először az 1910-es években érkeztek Magyarországra. Elsősorban artistaként és utcai árusként dolgoztak, apró szobrokat, porcelántárgyakat és legyezőket adtak el. Eleinte elsősorban a Józsefvárosban, majd később a VII. kerület rosszhírű Csikágó negyedében laktak. Hogy megkülönböztessék magukat a Budapesten szintén jelenlévő japán árusoktól, saját nemzeti kokárdájukat viselték. 1914-ben a hatóságok megvádolták a kínaiakat, hogy Oroszországnak kémkednek, és bár hamar tisztázták őket a vádak alól, a nyomozás apropóján egy részletes leírás készült a fővárosban összeszámolt 62 kínai életkörülményeiről és tevékenységéről. Ezek az árusok végül a nagy gazdasági világválság idején hagyták el Magyarországot.

### Kádár-korszak
A Kádár-rendszer államszocialista vezetése a rendszer első éveiben igyekezett jó kapcsolatokat kiépíteni a szintén kommunista Kínával. Ennek részeként „tudóscserék” jöttek létre, amelynek során rövidebb időszakokra kínai kutatók érkeztek Magyarországra, és számos ösztöndíjas kínai diák is végezhette itt tanulmányait. A két ország kapcsolatai a Szovjetunió és Kína között kirobbant konfliktus miatt 1963-ban komolyan megromlottak. A szovjet tömbhöz tartozó Magyarországon a kínai nagykövetség kiadványaiban hazája propagandáját kezdte terjeszteni, és ebbe a tevékenységbe vendégdiákokat is bevontak, amit a magyar hatóságok nem néztek jó szemmel. A botrány hatására több tanulót is hazaküldtek, és ezzel egy időben a tudományos kapcsolatok is leépültek a két állam között.
Két évtizeddel később, az 1980-as évek enyhülésének jegyében ismét kezdetét vette a kínai bevándorlás Magyarországra, amelynek keretében néhány ezer gyári munkás érkezett a térség szocialista nagyvállalataihoz előre meghatározott időre dolgozni. A korszak egyik ilyen típusú projektje a Rába Magyar Vagon- és Gépgyár programja volt. A vállalat győri üzemébe 1987-ben 335 kínai vendégmunkás érkezett, a dolgozóknak saját panelházat is építettek, amelyet a győriek ma is „kínai házként” emlegetnek. A munkaerőhiány orvoslásán túl az is cél volt, hogy olyan szakképzett munkaerőt teremtsenek, akik majd karban tudják tartani a Kínába exportált Rába gépeket. A beszámolók szerint nem voltak jelentős konfliktusok a helyi magyarok és az általuk „vágottszeműeknek” nevezett bevándorlók között. Három évvel később, amikor munkaszerződésük végéhez ért, a kínaiak csaknem valamennyien hazaköltöztek, de néhányan maradtak és kereskedni kezdtek.

## A közvetítő kisebbség (1990-től napjainkig)

### Szociális karakterisztikájuk
1990 éles határt képez a magyarországi kínai bevándorlás történetében, ekkor ugyanis számuk nagyságrendileg megnőtt, és gazdasági szerepük is teljesen átalakult. Az 1990-es évek kínai migránsainak elnevezése hszin jimin (xin yimin) (新移民). Ez a csoport Nyíri Pál definíciója szerint egy úgynevezett közvetítő kisebbség (middleman minority): tagjai országhatárokon átnyúló etnikai hálózatukra építve alakítottak ki erős pozíciókat az ország gazdaságának néhány jól lehatárolt területén. Társadalmilag a felső és az alsó osztály között helyezkednek el, ugyanakkor kívül állnak a hagyományos társadalmi hierarchián, különbözőségük miatt. A kínaiak mellett a magyarországi vietnámiak is közvetítő kisebbségnek számítanak a szakmai terminológia szerint.

### A bevándorlás motivációja
Amíg Magyarországon 1989 a rendszerváltás éve volt, addig Kínában a bizonytalanságé és elnyomásé: ekkor zajlottak le a Tienanmen téri események. Kínában ekkor már mintegy tíz éve bevezették a „nyitott kapuk” kapitalista gazdaságpolitikáját, és a keleti tengerparti tartományokban létrehozott különleges gazdasági övezetekben már létrejött egy tehetős, polgárosodott réteg, de a vérbefojtott tüntetés miatt sokan tartottak egy turbulens időszaktól. Számos vállalkozó féltette felhalmozott vagyonát, és egy csoportjuk a csukuo zsö (chuguo re)-nek („országelhagyási láz”) nevezett hullám részeként úgy döntött, hogy az újonnan demokratizálódott Magyarországon alapít vállalkozást és próbál szerencsét kereskedőként. Az első bevándorlók mintegy negyede pekingi volt, azóta a legtöbben a keleti parton elhelyezkedő Fucsien és Csöcsiang tartományból érkeztek hazánkba.

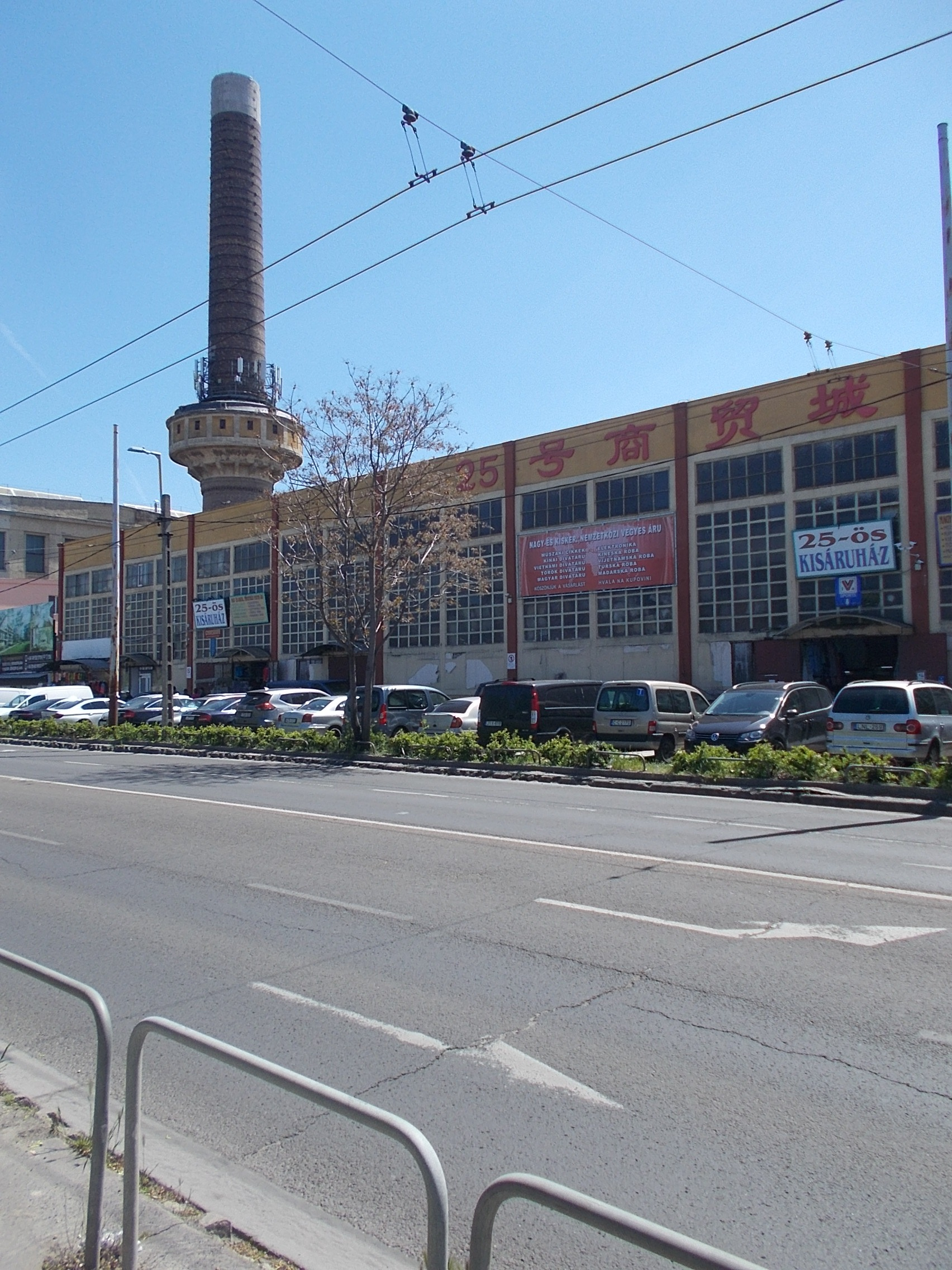
Gyárépületből átalakított kínai piac a Józsefvárosban

A frissen piacgazdaságra váltott Magyarországon ezzel egy időben a KGST összeomlása miatt átmeneti áruhiány lépett föl, elsősorban az olcsó kiskereskedelmi árucikkek terén, ezt a piaci rést ismerték fel az országba költöző kínaiak. A bevándorlókat a gyors meggazdagodás reménye mellett a szabad családalapítás, gyermekvállalás lehetősége is vonzotta. Az érkezők jellemzően magasan képzettnek számítottak: egy 1997-es, 135 kereskedőn végzett felmérés szerint 45%-uk felső középiskolai, 39%-uk pedig felsőfokú végzettséggel rendelkezett. Más bevándorló csoportokhoz képest jellemző volt továbbá a nők magas aránya, akik közül sokan saját vállalkozást vezettek.

### Jogi háttér
A tömeges kínai bevándorlást Magyarországra az tette lehetővé, hogy egy évvel a rendszerváltás előtt, 1988-ban a kormányzat olyan megállapodást kötött a Kínai Népköztársasággal, amelynek értelmében megszűnt a kínai állampolgárok vízumkényszere beutazás esetén. A joghézagot kihasználva a kínaiak hivatalosan turistaként utaztak be, de valójában árusként dolgoztak és céget alapítva tartózkodási engedélyhez juthattak, majd ezeknek a cégeknek a meghívóleveleivel legálisan újabb ezrek léphették át a határt. A belügyminisztérium adatai szerint az országban tartózkodó kínai állampolgárok száma a korábbi majdnem zérusról 1990-ben 11 621-re, 1991-ben pedig 27 330 főre ugrott, Nyíri Pál becslése szerint a két év során összesen mintegy 40 000 kínai lépte át a határt. Legtöbben a Szovjetunión keresztül, a transzszibériai vasúton utazva érkeztek Magyarországra, a teljes út csak néhány száz jüanba került. Az Antall-kormány – felismerve a tömeges migráció jelentette problémát – 1992-ben visszaállította a vízumkötelességet, és az 1993. évi LXXXVI. törvényben részletesen szabályozta a bevándorlást és a külföldi állampolgárok Magyarországon tartózkodását, de ekkor már sokan letelepedtek vagy továbbutaztak más európai országokba. A bevándorlók közül szinte senki nem vette fel a magyar állampolgárságot, mivel Kína nem ismeri el a kettős állampolgárság intézményét, és az érkezők fontosabbnak tekintették az anyaországukhoz való tartozást. A kezdeti csúcs után Nyíri becslése szerint egészen 2013-ig 10 000 és 15 000 fő között mozgott a Magyarországon élő kínaiak száma.

### Gazdaság

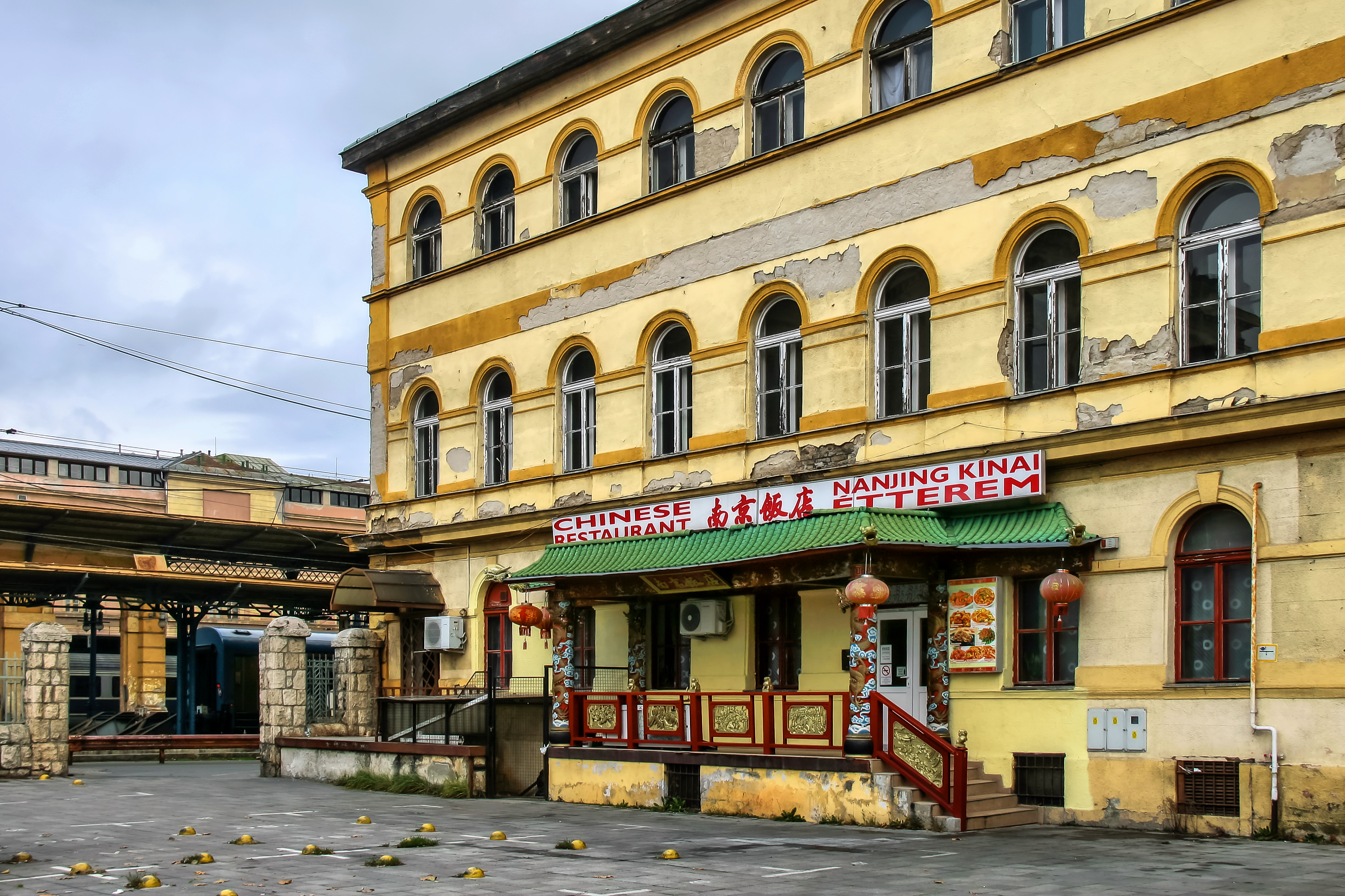
Kínai étterem a Kerepesi úton 2016-ban

A kínai árusok megélhetésének alapja hamar a textil-, ruha- és cipőkereskedelem lett, az első, áruikat vonaton műanyagszatyrokban szállító úttörőkből hamar nagykereskedők lettek. Termékeik sikerét minden riválisuknál alacsonyabb áraikkal biztosították. Az olcsóság kulcsát a kínai tömegtermelés és alacsony minőség mellett a vámalulfizetés jelentette, valamint az a tényező, hogy az állami vállalatok Kínában kedvező feltételekkel adtak áruhitelt a kiköltözőknek. A vállalkozások méretének növekedését jól jelzi, hogy míg az 1992-ben Budapesten bejegyzett 1400 kínai cég átlagosan alig több mint 1 millió Ft tőkével rendelkezett, szinte mind kiskereskedőként, addig 2017-ben már az 1186 bejegyzett magyarországi kínai vállalkozás 45%-a nagykereskedelemmel foglalkozott, és csak 20%-a végzett kiskereskedelmi tevékenységet. A kereskedők differenciálódtak is, a viszonteladók neve paohuosang (baohuoshang), az importőrökként dolgozóké pedig fahuosang (fahuoshang).

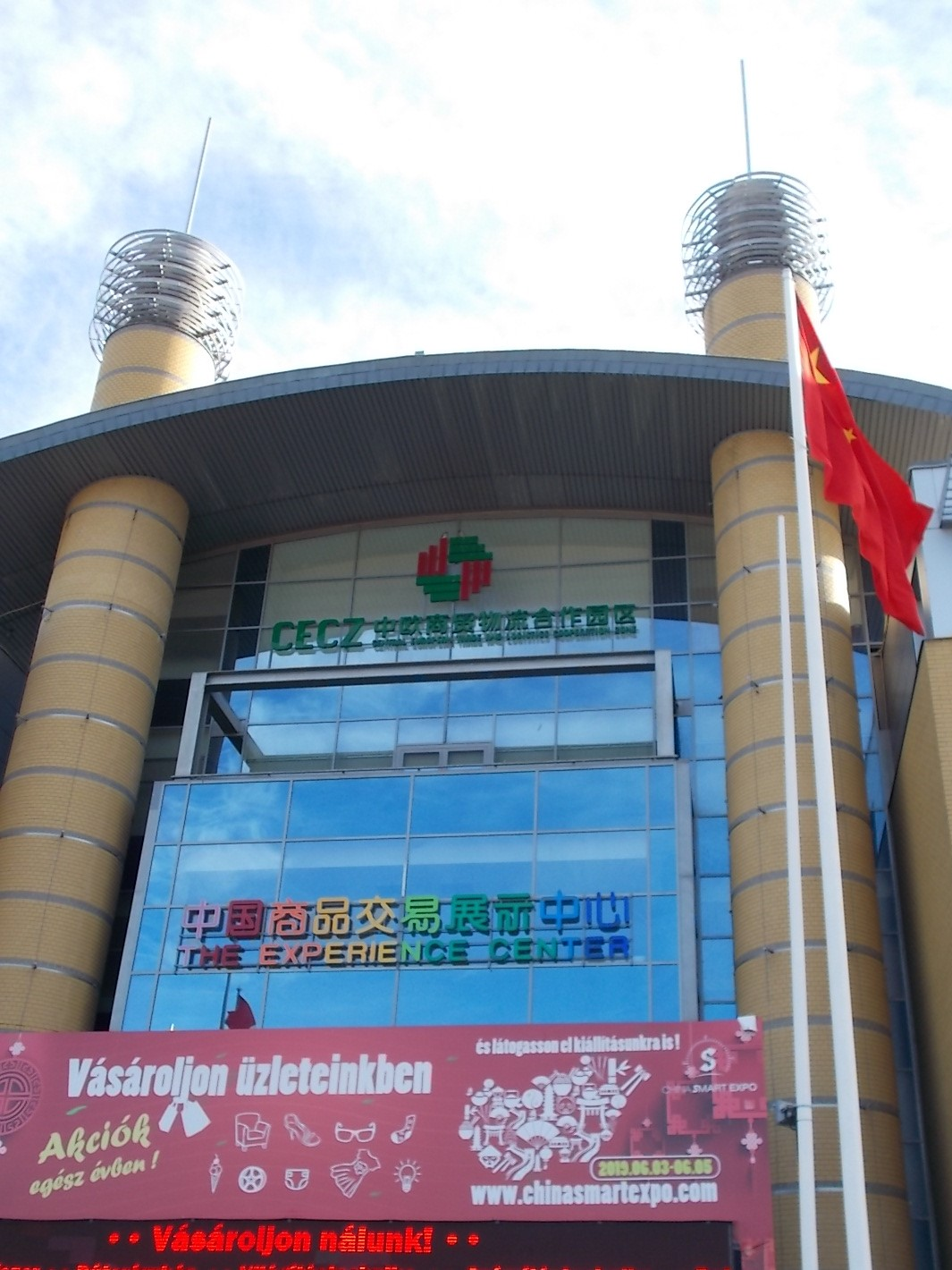
Az World Mall (korábban AsiaCenter) mellett álló Experience Center épülete 2018-ban

A kínaiak eleinte jellemzően a korábban is létező, más nemzetiségek által feketén vagy szürkén üzemeltetett piacok infrastruktúráját használták fel, (lengyelpiacok és KGST-piacok), hamarosan azonban magyar üzletemberek észrevették az ebben rejlő lehetőségeket és több kifejezetten kínai piacot is kialakítottak. Ezek közül a legismertebbé a józsefvárosi Négy Tigris piac vált, amelynek fénykorában 40 000 m²-en árulta portékáit csúcsidőben mintegy 1500 eladó. Később a kereskedelem jelentős része áthelyeződött bevásárlóközpontokba, mint például a 2003-ban megnyitott Asia Center-be. (2024-től a World Mall nevet viseli.)
A kínai kereskedőknek a 2010-es évektől kezdve ugyanakkor egyre növekvő kihívásokkal kellett szembenézniük, ugyanis a globalizáció hatásai Kínát és Magyarországot egyaránt elérték. Ennek egyik tényezője a fast fashion cégek megjelenése volt Magyarországon, a H&M, a Zara és a hozzájuk hasonló ruházati kiskereskedelmi márkák erős konkurenciává váltak, amelyeknek hasonlóan alacsony áraihoz már nem tapadt a sztereotipikusan gyenge minőségű kínai termékek társadalmi stigmája. A másik tényező a kínai ruhaipar versenyképességének gyengülése volt, ugyanis az ország gazdasági fejlődésével párhuzamosan a bérek is megemelkedtek, és így egyre kevésbé volt profitábilis Kínában termelni a szegényebb délkelet-ázsiai államokkal szemben. Ezekre a folyamatokra a magyarországi kínai vállalkozók jellemzően kétféle módon reagáltak. Egyrészt diverzifikálták áruikat, hogy megőrizzék versenyképességüket, ennek részeként például a ruhák mellett elektronikus cikkeket is elkezdtek árulni, másrészt sokan a szolgáltatóiparban kerestek megélhetést, számos új kínai étterem nyílt ebben az időszakban.

### Területi elhelyezkedés
Budapesten a nyugati országok nagyvárosaival ellentétben nem alakult ki hagyományos értelemben vett kínai negyed, ahol erősen szegregálva, elzárva élnek a kínaiak. Veszprémben ugyan volt egy ilyen irányú kezdeményezés a városba érkezett kínaiak részéről, ahol arra kérték a polgármestert, hogy jelöljön ki számukra egy külön városrészt, de ez végül nem valósult meg. Az 1990-es években érkezett kereskedők letelepedési mintázata Budapesten laza struktúrát mutat, elsősorban a belső városövezet leromlott negyedeiben és az alacsonyabb státuszú lakótelepeken vettek ingatlant. Sokak számára vonzerőt jelentett, ha egy már létező kínai központ volt a közelben, például bevásárlóközpont, étterem vagy üzlet. Korábban a fővároson belüli letelepedés többnyire a VIII. kerületbe irányult, ahol 1993-2014 között üzemelt a Négy Tigris Piac. (Az árusok jelentős része a Kőbányai út déli oldalán elterülő egykori Ganz–MÁVAG gyártelep 1988 óta kiürült üzemcsarnokaiba költözött át.) A „budapesti chinatown”-ként is emlegetett Monori Centerben elsősorban nagykereskedelem zajlik, ahol több utcát is szinte kizárólag kínai üzletek foglalnak el. Emiatt a népességkoncentráció dinamikus növekedése már elsősorban a X. kerületben figyelhető meg. A kereskedők bevándorlócsoportjának körében ugyanakkor nem számít státuszszimbólumnak a lakóhely, és munkahelyükhöz viszonyítva átlagosan kevesebb időt is töltenek otthon, mint a magyarok, így jellemző, hogy akkor sem költöznek el az alacsonyabb státuszú lakóhelyükről, ha anyagilag megengedhetik maguknak. A jövedelmükből hamarabb vásárolnak például értékes autókat. Budapesten kívül csak a határhoz közeli nagyobb vidéki városokban élnek több száz fős kolóniák, például Szegeden és Nyíregyházán, de ma már az ország szinte minden nagyobb településén megtalálható egy-egy kínai üzlet és egy emiatt ott élő család.

### Második generáció
Az 1990-es években bevándorolt generáció gyermekei révén hamar kialakult a kínaiak második generációs, már Magyarországon született csoportja. A szülők szinte minden esetben a kínai állampolgárságot választották gyermekeik számára, és sok esetben haza is küldték őket Kínába, hogy a nagyszülőknél lakjanak és tanuljanak. Azok, akik úgy döntöttek, hogy Magyarországon nevelik fel gyermekeiket, jellemzően nemzetközi vagy kéttannyelvű iskolákba íratták be őket. A hagyományos intézmények mellett hétvégi iskolákat is fenntartanak, ahol a fiatalok elsajátíthatják a kínai írást és kultúrát, hogy az anyaország munkaerőpiacán is versenyképesek legyenek. A Magyarországon felnőtt gyerekek egy részének kevés kapcsolata volt a többségi magyar társadalommal, és magyarul is csak idegennyelvként, gyengén tanult meg, sokan azonban beilleszkedtek és számos magyar kulturális sajátosságot átvettek. Emiatt az idősebb korosztály gyakran pejoratívan banánembereknek (hsziangcsiao zsen (xiangjiao ren), 香蕉人) nevezi a tinédzserek generációját: kívül sárgák, belül fehérek. A „banángenerációra” jellemző, hogy  a magyar fiatalokkal ellentétben nem járnak hagyományos szórakozóhelyekre bulizni, hanem jellemzően felkeresnek egy karaokebárt, vagy egy kávézóba, plázába ülnek be, ha kikapcsolódásra vágynak. Jövőképük jelentősen különbözik szüleikétől: legtöbben nem szeretnék tovább vinni a családi üzletet, és a kínaival szemben a sokkal lazább európai munkakultúrát preferálják. Egyelőre ebből nem született komoly társadalmi konfliktus, ebben közrejátszik az is, hogy a szülők generációjának tagjai a 2020-as évek elején még aktívan dolgoznak. Az első generációhoz hasonlóan a másodgenerációs kínaiak körében is jellemző a korai gyermekvállalás, így már elkezdődött egy harmadik nemzedék létrejötte is.

### Politika és identitás
A kutatások szerint az 1990-es években érkezett bevándorlók politikai nézeteire jellemző, hogy jobban érdeklődnek a kínai, mint a magyar közügyek iránt: egy 2009-es felmérés szerint 5-ös skálán átlagosan 3,6-os szinten érdekelte őket anyaországuk és 2,6-os szinten aktuális lakóhelyük politikája. Amikor magyarországi pártpolitikai preferenciájukról kérdezték őket, kétharmaduk nem válaszolt, a nyilatkozók többsége pedig az akkori kormánypártot, az MSZP-t választotta.
Beck Fanni és Nyíri Pál kutatásai szerint ez a bevándorlócsoport nagyrészt a kínai kommunista rendszer feltétlen támogatóiból áll. A kínai állam diaszpórapolitikájával igyekszik ezt az állapotot fenntartani és soft power-ként felhasználni. A távolsági nacionalizmusnak nevezett politika jegyében (ezt a fogalmat Thomas Eriksen 2008-ban megjelent tanulmánya vezette be) a hivatalos kínai diskurzus hídépítőkként tekint az állampolgárságukat megtartó kivándoroltakra, a huacsiaó (huaqiaó)kra, akik külön hellyel is rendelkeznek az országos népi gyűlésben. A kínai állam támogatásával számos újság jött létre Magyarországon, 1999-ben egyszerre kilenc kínai nyelvű nyomtatott újság volt forgalomban. Ezekben Nyíri kutatása szerint még körültekintőbben követik a Párt központi narratíváját, mint a Zsenmin Zsipaóban, a KKP hivatalos napilapjában.
A magyarországi kínai fiatalokat ugyanakkor a közvetlen kötődés és emlékek hiánya miatt sokkal nehezebben tudja megszólítani a kínai állam. Hogy orvosolják a helyzetet, úgynevezett „tengerentúli táborokat” szerveznek a kontinentális Kínába Magyarországon felnőtt gyerekek és fiatalok számára, ilyen például a 12–23 éves korosztálynak szóló „Vissza a gyökerekhez” (Csungkuo hszüngen cse lu (Zhongguo xungen zhi lu)) elnevezésű tábor. A  program a Tartományi Tanácsok Tengerentúli Kínaiak ügyeivel foglalkozó alosztályának szervezésében valósul meg, és az államilag finanszírozott táborban a fiatalok kínai nyelvet és történelmet tanulnak, valamint kulturális helyszíneket látogatnak meg. A táborok mellett kínai szépségversenyeket is szerveznek Magyarországon az összetartozás megerősítésének érdekében, ilyen például a Miss China Europe.

## Letelepedési kötvényes bevándorlók (2013-tól napjainkig)

### Szociális karakterisztikájuk
2013 újabb határt képez a magyarországi kínai közösség történetében. A továbbra is meglévő középosztálybeli kereskedő réteg mellett ekkor jelentek meg a Kínából letelepedési kötvénnyel érkező bevándorlók. A 2017-ben lezárult program részeként vagyonos, Magyarországon felső osztálybelinek számító bevándorlók jöttek, az ő csoportjuk érkezését nevezi a szakirodalom posztmateriális okokból történő migrációnak.

### A bevándorlás motivációja
A 21. század elején Kína rohamos gazdasági fejlődésen ment keresztül, és a keleti part nagyvárosaiban kialakult egy olyan gazdag és művelt réteg, amelynek elsődleges prioritása már nem a minél hatékonyabb pénzkereset volt, hanem a jó életminőség. Számos jómódú kivándorló hagyta el ilyen megfontolásból az országot, a leggazdagabbak közülük jellemzően Amerikába, Új-Zélandra vagy az Egyesült Királyságba költöztek, de a kevésbé vagyonosak közül sokan Magyarországot választották.
Az anyagi megfontolások mellett a Budapestre érkező bevándorlók egy úgynevezett „európai álmot” követnek. A Kínához képest nyugodt életmód, a zöld környezet, a gazdag történelmi és kulturális örökség, a jó infrastruktúra, valamint az etnikailag fehér európai városi környezet miatt ideális helynek tekintik az országot a gyerekneveléshez, a legtöbb nyugati ország nagyvárosainak multikulturalizmusával szemben. A Magyarországra érkezett letelepedési kötvényes bevándorlók jellemzően 30–40 évesen költöztek az országba kiskorú gyerekeikkel együtt. Beck Fanni és Nyíri Pál 2020-ban megjelent tanulmánya szerint ezek a migránsok elsősorban egyfajta tőkeátalakításként tekintettek a költözésre: anyagi tőkéjükből szellemi tőkét igyekeztek létrehozni, amely a jó ízlésen és esztétikán, kultúrán (ju venhua (you wenhua)) alapul. Ezt a törekvést Nyíri a 18. századi Németország egyik társadalmi mozgalmához, a Bildungsbürgerhez hasonlítja: a vagyonos németek körében elterjedt eszme követői a saját és gyermekeik kulturális oktatásában látták a legfőbb célt. Ehhez hasonlóan gondolkodnak a Magyarországra érkezett új kínai bevándorlók is, akik saját bevallásuk szerint anyaországuk anyagias, közönséges gondolkodású hivatalnokaival és újgazdagjaival szemben nem a pénzben, hanem a nyugodt és művelt életben keresik a boldogságot.
Az autoriter Kínához képest szabad Magyarországra költözők szinte mind nagyon magasan képzettek: sokan az egyetemi diplomán kívül posztgraduális képzésben is részt vettek. Az interjúk során megszólaltatott kínaiak azt is kiemelték pozitívumként, hogy a 2010-es években érkezett bevándorlók többsége nagyon hasonló célokkal és értékrenddel érkezett az országba.

### Jogi háttér
A második Orbán-kormány 2013-ban indította el az angolul golden visának nevezett letelepedési kötvény programot. A program részeként bármelyik ország állampolgára magyarországi letelepedési engedélyhez juthatott, ha 250 000 € (mai (2024) áron ~124 millió forint), később 300 000 € (~149 millió forint) értékben magyar állampapírt vásárolt. Az állampapírt legalább 5 évig nem adhatták el a résztvevők, és az értékpapíron kívül vissza nem térítendő módon ki kellett további 50 000 €-t fizetniük a kormány által kijelölt 4 közvetítő cég valamelyikének. A letelepedési engedély birtokában a bevándorlók az Európai Unió teljes területén korlátozások nélkül mozoghatnak. Alacsony ára és egyszerű ügyintézése miatt a magyar letelepedési kötvény hamar a legnépszerűbbé vált a hasonló európai kezdeményezések közül. A program 2017-es lezárultáig 19 838 fő élt a lehetőséggel, 81%-uk, 15 754 fő kínai volt. A program anomáliának számított az egyébként erősen bevándorlásellenes Fidesz-kormány politikájában. Magyarországon erősnek számít a kínaiakkal szembeni idegenellenesség: egy 2016-os felmérés szerint a magyarok 53%-a nem szeretné, hogy kínai szomszédja legyen.

### Gazdaság
Az új bevándorlók megélhetési modelljére jellemző, hogy bevételük nem Magyarországról származik. Legtöbben vagyonos emberként hagyták el Kínát, és vállalkozásuk is az anyaországban működik. Emiatt sok családban jellemző, hogy amíg a feleség és a gyerekek állandóan Magyarországon élnek, addig a férj gyakran tölt hosszú időszakokat munkával Kínában. A nőkkel készített interjúk alapján jellemző, hogy amíg Kínában éltek, a feleség teljes állásban dolgozott, de a kiköltözés után teljes idejű háziasszonyok lettek, illetve néhányan részmunkaidős állást vállaltak Budapesten. Ezt a változást a többség pozitívan élte meg, többet tudtak foglalkozni gyerekeikkel és több időt tudtak szánni saját magukra is.

### Gyermeknevelés
A nyugat-európai országokban jellemző általánosítás, hogy a kínai bevándorlók rendkívül szigorúak gyerekeikkel és nagy nyomást helyeznek rájuk tanulmányaikkal, teljesítményükkel kapcsolatban. A magyarországi kötvényes bevándorlók elutasítják ezeket a nevelési módszereket, a gyerek egészséges fejlődését és jóllétét tartják a legfontosabb célnak. Kínában és a korábbi bevándorlók körében jellemző, hogy a családok dadust fogadnak föl, aki vigyáz a gyerekekre, amíg a szülők minden idejüket a munkának szentelik, de az új migránsok számára fontos szempont, hogy személyesen vegyenek részt a nevelésben, minőségi időt töltve a gyerekeikkel. Az 1990-es években érkezett bevándorlókhoz képest gyakrabban küldik gyerekeiket a magyar állam által fenntartott, jellemzően magyar–angol kétnyelvű iskolákba, amelyeknek jó híre van a bevándorlók közösségimédia-platformjain: úgy találják, ezek az intézmények gyerekközpontúak Kínához képest, mégis hatékonyan adják át a tudást. Más családok a drága amerikai és angol magániskolákat választják. A szülők nagy hangsúlyt fektetnek arra, hogy gyerekeik elsajátítsák az európai etikettet, és jellemző, hogy zeneórákra járatják őket.   

### Területi elhelyezkedés
Az új kínai migránsok az 1990-es években érkezett társaikhoz hasonlóan nagyon Budapest-központúak, a városon belüli letelepedési mintáik azonban élesen különböznek. Amíg a korábbi bevándorlók elsősorban Pest belvárosának alacsony státuszú részein telepedtek le, addig a letelepedési kötvényesek elsősorban Buda és a környező agglomerációs falvak (pl Telki és Solymár) magas státuszú zöldövezeteiben vettek maguknak ingatlant. A meginterjúvolt kínaiak közül sokan kiemelték, hogy a kényelmes élet egyik kulcsának egy piesu (bieshu) (别墅, villa) felépítését vagy megvásárlását tekintik. A kertvárosok mellett még a legszűkebb belvárosban, a Nagykörúton belül vettek nagy számban ingatlant. A 2010-es években a kínai vásárlók az ingatlanpiac fontos szereplői lettek, a 2019-es csúcsévben 1610 ingatlant vásároltak, ennek a vásárlói körnek a kiszolgálására külön cégek is létrejöttek. A Covid19-pandémia hatására a vásárlások száma jelentősen visszaesett, 2021-ben már csak 518 lakás került újonnan kínai tulajdonba. Az adatokból kiderül, hogy a vásárlók fiatalnak számítanak, kevesebb, mint 3%-uk volt 65 évnél idősebb és a vételek 90%-a Budapesten történt. Az átlagos lakásvételi ár 53 millió forint volt körükben.

### Politika és identitás
A letelepedési kötvényes bevándorlók számára paradox módon komoly vonzerőt jelentett a Fidesz-kormány bevándorlásellenes politikája. A magyar kormány üzenetei (a tömeges bevándorlás bűnözést és terrorizmust szül a nyugati országokban) egybecseng a kínai médiában megjelenő hírekkel. A kínai újságok gyakran kritizálják a nyugati liberális politikusokat, akik a keményen dolgozó távol-keleti bevándorlók helyett az „azt meg nem érdemlő” (jellemzően közel-keleti vagy afrikai hátterű) migránsoknak adnak pénzügyi segítséget. A Magyarországra érkezett kötvényes letelepedők azt is kiemelték interjúkban, hogy a muszlim bevándorlók jelenléte tönkretenné azt a tiszta európai kultúrát, amelyet a magyar fővárosban találtak meg. Voltak olyan kínaiak, akik Budapest egyik nagy vonzerejeként említették a tolvajlással azonosított fekete lakosság hiányát a városban.
A letelepedési kötvényesek kapcsolata az anyaországukkal sokkal ellentmondásosabb, mint a rendszerhű '90-es évekbeli migránsoké. Legtöbben kritikusak hazájuk társadalmi és sokan politikai berendezkedésével szemben is. Számos kivándorló úgy élte meg a Magyarországra költözést, hogy kiszakadhat Kína mérgező légkörű üzleti és társadalmi életéből, amelyet a vagyonukat kétes üzelmekkel szerző, kulturálatlan újgazdagok (tuhao, 土豪) és a korrupt hivatalnokcsaládok tagjai (kuan er taj (guan er dai), 官二代) uralnak.

### Az új bevándorlók kapcsolata az 1990-es években érkezett migránsokkal
Az új bevándorlók kapcsolata a régebb óta Magyarországon élő kínaiakkal ellentmondásos. Egyrészt egy másik társadalmi csoport tagjaiként elkülönülnek, másrészt viszont függenek is tőlük: a régebbi migránsok tapasztalatai nagy segítséget jelentenek az újonnan érkezőknek a magyar üzleti és társadalmi életben való eligazodásban, és kihasználják a meglévő kínai szolgáltatói szektort, például az éttermek meglétét is. Az 1990-es évek óta itt élő kínaiak is sokszor bizalmatlanok a gazdag letelepedési kötvényes migránsokkal szemben, az idejük nagy részét munkával töltő kereskedők közül többen is megvetéssel beszéltek a kényelmes életet élő új bevándorlókról.

## Egyetemista diákok
Ven Csia-pao kínai kormányfő 2011-es magyarországi látogatása és az Egy Övezet Egy Út program elindulása óta nagyban bővültek a két ország közötti felsőoktatási kapcsolatok. Magyarország tagja az Európai Felsőoktatási Térségnek, és különböző ösztöndíjakat is kínál az ideérkező hallgatóknak, ilyen például a Stipendium Hungaricum. Ennek köszönhetően jelenleg a kínai diákok alkotják a harmadik legnagyobb külföldi hallgatócsoportot, a 2017–2018-as tanévben például 2067-en végezték itt a tanulmányaikat. Primecz Henriett és Li Xueyan 2021-es kutatása szerint a Magyarországon tanuló kínaiak jellemzően munkásosztály-, illetve alsó középosztálybeli családok gyermekei. Sokan azért választották Magyarországot, mert az angliai vagy amerikai tanulmányokhoz szükséges IELTS nyelvvizsgán nem érték el a megkövetelt szintet. Másik fontos szempont az ideérkezőknek, hogy az ország megélhetési költségei és tandíjai is alacsonyabbak, mint a nyugati országokban. A Magyarországon tanuló kínai diákok többsége komoly beilleszkedési nehézségekről, magányosságról számolt be. A nyelvi korlátok mellett (sokan angolul sem beszélnek jól) a magyar diákok részéről gyakran elutasításba, xenofóbiába ütköztek.

## Vendégmunkások
A Magyarországon kialakult munkaerőhiányra a kormányzat a külföldi állampolgárok munkavállalásának megkönnyítésével reagált. A megváltozott politikának köszönhetően a kínai vendégmunkások száma növekedésnek indult, amíg 2016-ban még csak 1019-en tartózkodtak az országban, addig 2022-ben már 5296-an voltak. A vendégmunkások közül sokan a Debrecen Déli Gazdasági Övezetében épülő CATL kínai akkumulátorgyár építkezésén dolgoznak. A munkások elszállásolásával kapcsolatban problémák is fölléptek: a Debrecen környéki településeken, például Mikepércsen, Sárándon és Hosszúpályiban kiépített munkásszálló hiányában egy-egy családi házba több több tucatnyi kínai költözött be összezsúfolódva, feszültséget generálva a helyi lakosokkal is.

## Demográfia

### Hivatalos népességi adatok
Az Országos Idegenrendészeti Főigazgatóság által számontartott hivatalos adatok szerint a Magyarországon élő kínai állampolgárok száma fokozatosan növekvő tendenciát mutat, amit kisebb hullámvölgyek törtek meg 2001-ben, 2012-ben és 2022-ben.

A magyarországi kínaiak 82%-a Budapesten él, a város népességének 0,9%-át alkotják. Többségük a pesti oldalon lakik, a legnagyobb népességkoncentráció a X. kerületben jött létre.

A kínai állampolgárok százalékos aránya kerületenként Budapesten 2022-ben

| Kerület   | Népesség (fő) | Arányuk a teljes népességen belül |
| --------- | ------------- | --------------------------------- |
| I.        | 98            | 0,4%                              |
| II.       | 863           | 1,0%                              |
| III.      | 674           | 0,5%                              |
| IV.       | 170           | 0,2%                              |
| V.        | 441           | 1,9%                              |
| VI.       | 647           | 1,8%                              |
| VII.      | 645           | 1,3%                              |
| VIII.     | 1102          | 1,6%                              |
| IX.       | 653           | 1,1%                              |
| X.        | 2848          | 3,9%                              |
| XI.       | 444           | 0,3%                              |
| XII.      | 256           | 0,5%                              |
| XIII.     | 1569          | 1,3%                              |
| XIV.      | 824           | 0,7%                              |
| XV.       | 580           | 0,8%                              |
| XVI.      | 965           | 1,3%                              |
| XVII.     | 723           | 0,9%                              |
| XVIII.    | 603           | 0,6%                              |
| XIX.      | 354           | 0,6%                              |
| XX.       | 331           | 0,5%                              |
| XXI.      | 93            | 0,1%                              |
| XXII.     | 56            | 0,1%                              |
| XXIII.    | 14            | 0,1%                              |
| Összesen: | 14 953        | 0,9%                              |

### Becsült népességi adatok
A szociológiai tanulmányokban megjelent becslések szerint az 1992-es, körülbelül 35–40 ezres csúcshoz képest a Magyarországon tartózkodó kínai állampolgárok száma jelentősen visszaesett a következő évtizedben. Sokan hazamentek, illetve nyugat vagy a régió más országai felé hagyták el az országot, a kétezres évekre már csak 10–15 ezren lehettek. A kínai bevándorlásnak a 2010-es évek elején indult letelepedési kötvényprogram adott új lendületet. Becslések szerint ennek hatására újra 20–25 ezer környékére nőhetett a magyarországi kínai közösség létszáma, bár a kötvényesek közül sokan egyáltalán nem vagy csak időszakosan tartózkodnak az országban.

### Korosztályi összetétel
| Korosztály (éves) | 0–14  | 15–39 | 40–59 | 60+  | Összesen |
| ----------------- | ----- | ----- | ----- | ---- | -------- |
| Népesség (fő)     | 1979  | 5795  | 3663  | 723  | 12 163   |
| Százalékos arány  | 16,2% | 47,7% | 30,1% | 5,9% | 100%     |

A kínai népesség korosztályi összetételére jellemző a fiatalabb és középkorú felnőttek túlsúlya. Az idős korosztály hiánya és az a tény, hogy csak nagyon kevés kínait temettek el Magyarországon, számos összeesküvéselmélet kialakulásához vezetett. Az egyik ilyen elterjedt teória szerint ha egy öreg kínai migráns meghal, a testét eltüntetik és a papírjait továbbadják egy újonnan érkezőnek. A valóságban azért alacsony az idősek száma, mert egyrészt még az 1990-es érkezettek nagy része is aktív korú, másrészt pedig a nyugdíjba vonulók időskori éveikre többnyire inkább hazatérnek hazájukba, így csak nagyon kevesen halnak meg itt.

### Vallás
A 2011-es népszámláláson a vallásra vonatkozó kérdésnél a magyarországi kisebbségek közül a kínaiak zárkóztak el a legnagyobb arányban a válaszadástól, 44%-uk nem kívánt nyilatkozni. A második legnagyobb ilyen arányt a vietnámiak körében mérték, közülük 35% nem válaszolt.
- Nem vallásosak

A magát ateista államként meghatározó Kína lakosságához hasonlóan a Magyarországon élő kínai bevándorlók többsége sem tartozik vallási felekezethez (36%), és az ateisták száma is jelentős (5%).
- Keresztények

A Magyarországon élő kínaiak között keresztények is vannak. A Budapesten élő kínai nyelvű katolikusok Andreas Pan atya vezetésével szerveződtek közösségbe, 2016 óta miséznek kínaiul. Erdő Péter bíboros támogatásával 2022-ben önálló templomot kaptak, a Kőbánya-MÁV-telepi Kisboldogasszony-templomot, amely a józsefvárosi Tbiliszi téren áll. 2019-ben ez a gyülekezet mintegy 50 főt számlált.
A katolikusok mellett a protestáns vallási mozgalmak is jelen vannak. 1990-ben két apró csoportosulás jött létre, az egyiket egy koreai misszionárius, a másikat pedig egy amerikai prédikátor alapította, ezek végül 1996-ban olvadtak össze. Az új egyház neve Magyarországi Kínai Református Gyülekezet Egyesülete (Huazsen Csitu Csiaohuj (Huaren Jidu Jiaohui), 匈牙利华人基督教会) lett. Az 1990-es évek elején a protestáns közösség mintegy 40–50 taggal rendelkezett, 2018-ban már mintegy 200 fő gyűlt össze vasárnaponként a gyülekezet Mázsa utcai templomépületében.
- Buddhisták

A magyarországi buddhizmus kibontakozására már az 1980-as években komoly hatást gyakorolt néhány tibeti buddhista szerzetes érkezése, közülük a legjelentősebb Dordzse Lopön Láma Ngawang Rinpocse volt. Ő a kínai megszállás elől menekülve hagyta el hazáját, és később magyar tanítványával, Füzeskúti Ferenccel (Láma Csöpel) együtt alapította meg a Buddhista Központot 1987-ben.
A buddhista vallású kínai bevándorlók legnagyobb vallási szervezete jelenleg a Magyarországi Kínai Chanbuddhista Egyház. A szervezetet 2002-ben alapította Ming Lai főapát. 2003-ban épült fel központjuk, a Pu-Ji Templom, amely Budapest Cinkota városrészében található.
- Egyéb

A nagyobb vallások képviselői mellett a Falun kung (Falun Gong) vallási irányzatnak is vannak kínai követői Magyarországon. Gyakran tartanak megmozdulásokat Budapest közterein, hogy felhívják a figyelmet a meditációs gyakorlat követőinek üldöztetésére a kommunista Kínában.

## Kínai vállalatok Magyarországon
1995-ben több mint ezer bejegyzett kínai cég létezett, és harminc olyan piacot lehetett összeszámolni, amelyen döntően kínai termékeket árultak. Nagyobb bevásárlóközpontokat (pl. AsiaCenter) vásárolnak országszerte. 2006-ban a kínai alapítású cégek száma meghaladta a 3000-et, amelynek összértéke 120 millió dollár volt. A kínai cégek 10 ezer munkahelyet teremtettek Magyarországon. A 2010-es évek végére számos nagy multinacionális kínai cég is megjelent az országban, például a BYD, a Huawei, a ZTE, a Wanhua és a Lenovo.

## Oktatás, média
A kínai oktatás kiépülésének fontos mérföldköve volt a Magyar–Kínai Két Tanítási Nyelvű Általános Iskola létrejötte 2004-ben Budapesten. Az iskolában magyarul és kínaiul zajlik az oktatás, 2020-ban az 503 tanuló közül 109 kínai és 394 magyar anyanyelvű volt, az 55 fős tanári kar tagjai közül 17-en magyarországi kínaiak voltak, 13-an pedig vendégtanárként érkeztek a Kínai Népköztársaságból.
2020-ban bejelentette a magyar kormány, hogy a Kínával való kapcsolatépítés jegyében Budapesten, a IX. kerületben fog felépülni a harmadik legrangosabb kínai felsőoktatási intézmény, a Fudan Egyetem új kampusza, amelyet az eredeti tervek szerint 2024-re fejeztek volna be. A projektet tiltakozás kísérte mind a főváros, mind a kerületi önkormányzat részéről, és a beruházást végül bizonytalan időre elhalasztották.
2011-ben Európában egyedülálló módon hat különböző napilap jelent meg kínai nyelven Magyarországon. Ezek közül az egyik legismertebb az Új Szemle (Hszin Tao Pao (Xin Dao Bao), 新导报), amely 2000 óta jelenik meg, kínai nyelvű weboldala is van, és 2018-ban több mint 10 000 követővel rendelkezett WeChaten. A másik jelentős sajtótermék a United News (Lien Ho Pao (Lian He Bao), 联合报), amelyet 1999-ben alapítottak Budapesten, nyomtatott verziója ingyenesen kapható kínai boltokban és bankokban is. Követőinek száma szintén meghaladja a 10 000-et WeChaten, híreinek nagy része Kínáról szól, de két oldal mindig a magyarországi, elsősorban üzleti szabályozási kérdésekkel foglalkozik.

## Kultúra

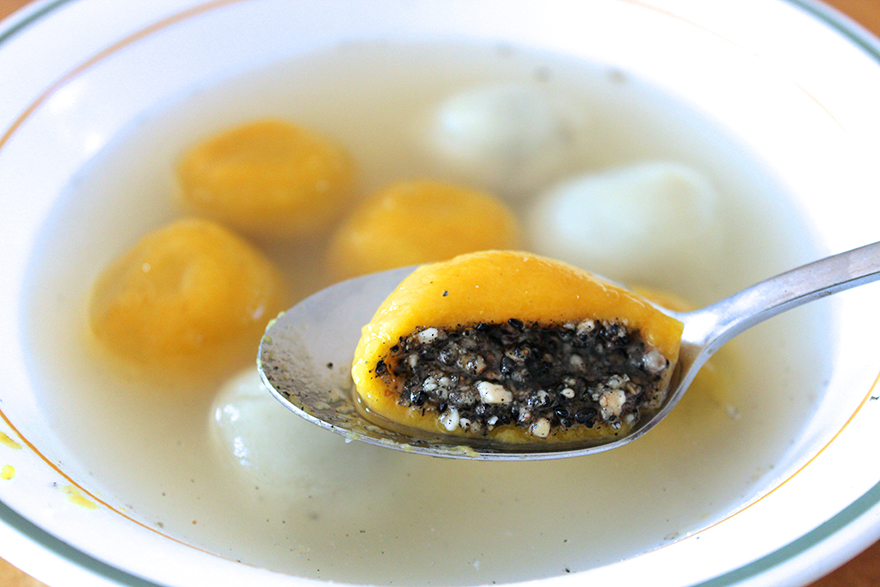
A lámpásfesztivál jellegzetes édessége, a tangjüan (tangyuan)

A kínaiak Magyarországon is őrzik konfuciánus értékrendjüket, fontos jellemzőjük az erős családi összetartozás és a szigorú hierarchia. A kínai bevándorlók hagyományőrzésének egyik kulcsa a hagyományos kínai ünnepek megtartása családi körben, amelyek között négy meghatározó ünnepség található. A legismertebb ezek közül a holdújév (csuncsie (chunjie), 春节), amelynek alkalmával a nagycsalád egy közös étkezésre gyűlik össze és a gyerekek piros borítékban pénzt kapnak (hung pao (hong bao), 红包). Az újévi ünnepséget nagy közösségi programok és vásár is kíséri, amelyet évente a Kőbányán található budapesti kínai negyedben tartanak meg és mindenki számára szabadon látogatható. Az eseményen hagyományos hangszerekkel kísért kínai népviseletes felvonulást tartanak, oroszlán- és sárkánytáncot, valamint szecsuani (maszkváltós) operákat adnak elő. A második fontos ünnep a sárkányhajó-fesztivál (tuan vu csie (duan wu jie), 端午节), amelynek jellegzetes étele a levélbe csomagolt húsos rizs, a cungce (zongzi) (粽子). Jelentős esemény az őszközépünnep (csung csiu csie (zhong qiu jie), 中秋节) is, ahol a család egy holdsüteménynek nevezett édességet készít. A negyedik ünnep a lámpásfesztivál (jüan hsziao csie (yuan xiao jie), 元宵节), amelynek nevezetes fogása a tangjüan (tangyuan) (团圆) nevű szezámmagos, rizses édesség. Mivel az ünnepek a holdnaptárat követik, minden évben más napra esnek.

## Bűnözés
2008-ban Kapronczi Mihály, az Országos Rendőr-főkapitányság (ORFK) szóvivőjének jelentése szerint a kínai bűnözés Magyarországon marginálisnak volt tekinthető. Nem volt jelen körükben a szervezett bűnözés, más bevándorló kolóniákhoz képest alacsony volt az erőszakos bűncselekmények száma, és a törvénysértések rendszerint a közösségen belül zajlottak le. 2008-ban a külföldi állampolgárok 6%-a volt kínai, a külföldi állampolgár bűnelkövetők csoportjában viszont csak 3%-ot tettek ki. A jellemző elkövetési formák körükben a közrend elleni (például okirat-hamisítás) és a gazdasági bűncselekmények voltak, például az árucsempészet és a jogvédett márkák meghamisítása. A szóvivő kiemelte azt is, hogy a rendőrség munkáját nehezíti a kínai bevándorlók esetében, hogy a sokféle nyelvjárás miatt még tolmáccsal is nehézkes a kommunikáció, a rendőrök pedig nehezen különböztetik meg egymástól a távol-keleti arcú személyeket. Az is problémás volt, hogy a migránsok közössége összezárt olykor még az igazságszolgáltatással szemben is. 2009-ben 100 kínai elkövetőt és 107 kínai sértettet regisztráltak. 2013-ban Sors László, a NAV bűnügyi elnökhelyettese úgy nyilatkozott, hogy gyakori probléma a vámszabályokat megszegve behozott áruk jelenléte a kínai piacokon, és elterjedt a ruhaipari termékek, a motorolaj és a mosószer hamisítása is. A 2010-es évek egyik legnagyobb port kavart, kínaiakat érintő bűncselekménye a Magyarországon élő gazdag ingatlanbefektető, Szong Van-Jun húgának elrablása volt. Kínai bűnözők váltságdíjat követeltek a milliárdostól, de nem jött létre a csere, és a rendőrség csak egy évvel később találta meg az elrabolt fiatal nő holttestét.
2022-ben a Safeguard Defenders nevű szervezet kínai „tengerentúli rendőrségi szolgáltató központok” hálózatát tárta fel Európa számos országában, amelyen keresztül a kínai rendőrség adminisztrációs feladatokat látott el a bevándorló közösségekben. Spanyolországban felmerült annak is a gyanúja, hogy a kormánnyal elégedetlen disszidenseket kényszerítettek vissza Kínába zsarolással ilyen kirendeltségek segítségével, és ellenőrzés alatt tartják az állampolgáraikat. A jelentés szerint Budapesten két ilyen központ működött, az egyik a józsefvárosi Golgota úton található és a Csingtien megyei rendőrség tengerentúli kirendeltsége volt, a másik pedig a kőbányai Cserkesz utcában működött a fucsoui rendőrség kirendeltségeként.

## Nemzetiségi státusz
A Magyarországon élő nemzetiségek jogainak védelmét ellátó biztoshelyettes 2021-ben nem honos nemzetiségként sorolta be a kínai bevándorlókat. A Magyarországon Élő Kínai Kisebbség Érdekvédelmi Szervezete (MÉKKÉSZ), egy kínai üzletembereket és értelmiségieket tömörítő szervezet elindított egy kezdeményezést, amellyel honos nemzetiségként szeretnék elismertetni közösségüket. A javaslat célja, hogy a kínai kultúra védelmet kapjon a magyar állam részéről, és saját kisebbségi önkormányzati képviselőt választhassanak. A sikeres kezdeményezéshez szükséges, hogy az etnikum legalább 100 éve folyamatosan jelen legyen Magyarországon. Problémát jelenthet, hogy mivel a kínai bevándorlók szinte kivétel nélkül nem magyar, hanem kínai állampolgárok, a kisebbségi önkormányzati választásokon sem vehetnének részt, hiába változna meg a státuszuk.

## Híres magyarországi kínaiak

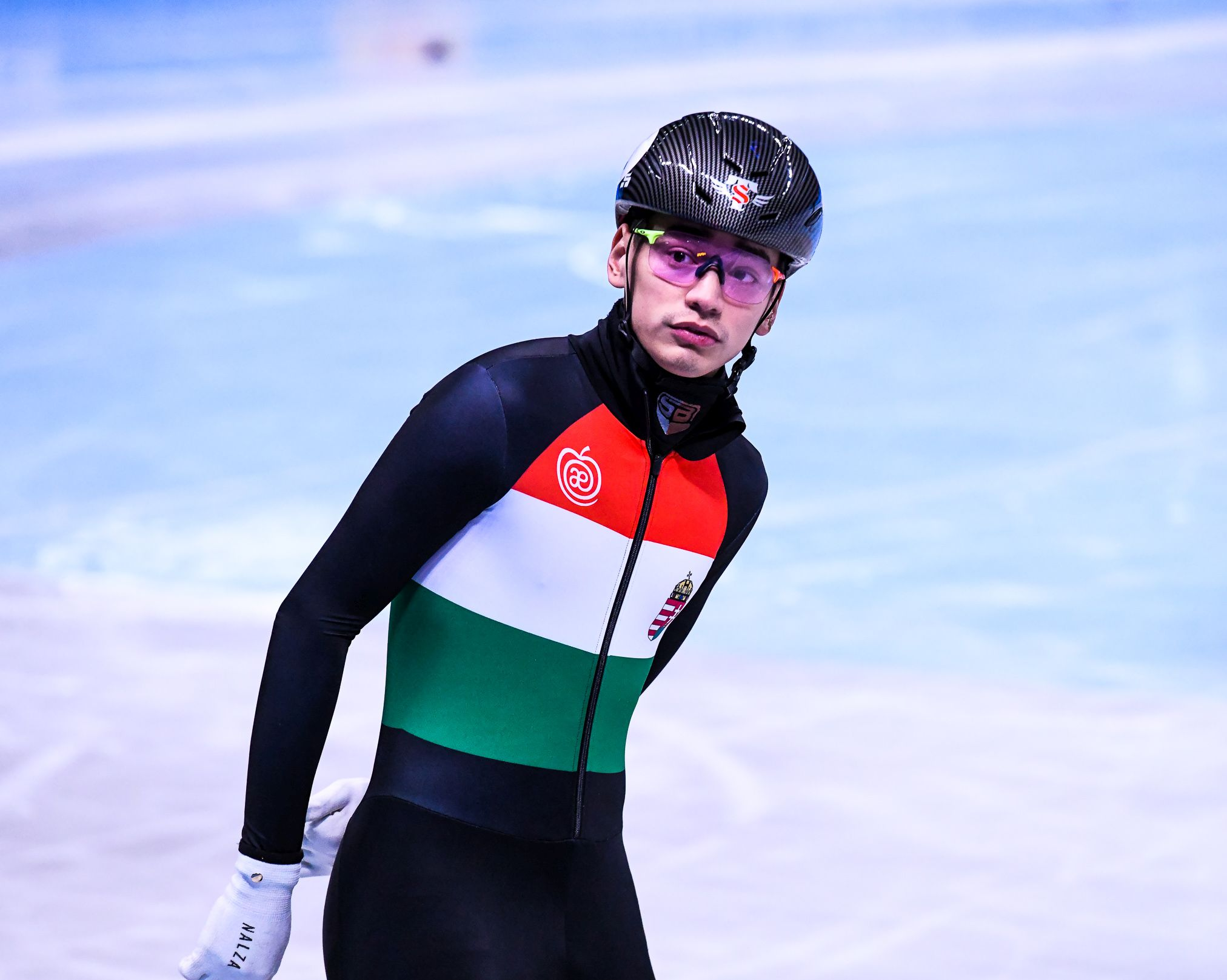
Liu Shaolin Sándor 2019-ben

- Liu Shaolin Sándor 2019-benLiu Shaolin Sándor − olimpiai bajnok, világ- és Európa-bajnok rövidpályás gyorskorcsolyázó; édesapja kínai, édesanyja magyar.[96]
- Liu Shaoang − olimpiai bajnok, világ- és Európa-bajnok rövidpályás gyorskorcsolyázó; édesapja kínai, édesanyja magyar.[96]
- Feng Ya Ou Ferenc − a ByTheWay nevű fiúegyüttes énekese; apai ágon kínai, anyai ágon magyar.[97]
- Jü Cö-min − író, műfordító és orvos.[98]
- Yu Debin − vállalkozó és színész.[99]
- Vej Csin Csiu − Magyarországon élő pingpongedző.[100]
- Kung Tao (Gong Tao) − Kína magyarországi nagykövete 2023 szeptembere óta.[101]
- Frank Liu − tajvani kínai üzletember, a leggazdagabb magyar állampolgár 2020-ban.[102]

## További irodalom
- Budapest Főváros Önkormányzata 1997. Jelentés a Budapesten élő kínaiakról
- Nyíri Pál 2002. „Párhuzamos globalizáció. Kínaiak Magyarországon” In: KovácsJános Mátyás (szerk.) 2000, A zárva várt Nyugat: Kulturális globalizáció Magyarországon. Budapest: Sik Kiadó 138–166
- Nyíri Pál 1998. „Létezik-e kínai maffia?” Belügyi Szemle 12.
- Nyíri Pál 1999. New Chinese Migrants in Europe. (Új kínai migránsok Európában)Aldershot: Ashgate
- Nyíri Pál 2000. „Kivándorolni hazafias? – Peking szerepe a kínai diaszpóra identitásépítésében”. In: Sik Endre – Tóth Judit (szerk.) Diskurzusok a vándorlásról.Budapest: MTA Nemzetközi Migrációs és Menekültügyi Kutatóközpont – SíkKiadó 82–90
- OECD 2001. (Gazdasági Együttműködés és Fejlesztés Szervezete) MigrationPolicies and EU Enlargement: The Case of Central and Eastern Europe. (Migrációspolitika és az EU-bővítés: Kelet-Közép-Európa esete) Párizs
- Sik Endre 1996. „Külföldiek Magyarországon (1995–1997)”. In: Sik – Tóth 1996.9–14.
- Sik Endre – Tóth Judit 1996. Táborlakók, diaszpórák, politikák. Budapest: MTA Poli-tikai Tudományok Intézete Migrációs Kutatócsoport Évkönyve
- Tóth Judit 1996. „Kína és a kínaiak a magyar sajtóban” In: Sik – Tóth 1996.139–160.NYÍRI PÁL

### Riportok
- Hangyaszorgalmú nép Magyarországon (Hetek, 1998. 09. 12.)
- Kínaiak Magyarországon (Hetek, 2007. 03. 09.)
- Hazai kínai negyed – Titokzatos vendégek (Hetek, 2004. 06. 25.)
- Véget ért a kínai aranykor Pesten (Origo, 2007. december 10.)

### Videók
- Miért éppen Magyarország? – Kína (2009) (film a YouTube-on a kínai bevándorlókról, társadalmi különbségekről, itteni nevelkedésről, integrációról, identitásról stb.)
- Kicsi ország, kicsi Kína – A titkos kínai birodalom Magyarországon (ismeretterjesztő filmsorozat 4 × 25 percben, 2015/2016): 1. rész, 2. rész, 3. rész, 4. rész

### Sajtó
- (kínaiul) Új Szemle – a magyarországi kínaiak lapja